# Liste der Biografien/Pee
Liste der Biografien |
Portal Biografien |
Personensuche
# |
A |
B |
C |
D |
E |
F |
G |
H |
I |
J |
K |
L |
M |
N |
O |
P |
Q |
R |
S |
T |
U |
V |
W |
X |
Y |
Z |
?
 
Pa |
Pc |
Pe |
Pf |
Ph |
Pi |
Pj |
Pk |
Pl |
Pm |
Pn |
Po |
Pr |
Ps |
Pt |
Pu |
Pv |
Pw |
Py
 
Pea |
Peb |
Pec |
Ped |
Pee |
Pef |
Peg |
Peh |
Pei |
Pej |
Pek |
Pel |
Pem |
Pen |
Peo |
Pep |
Peq |
Per |
Pes |
Pet |
Peu |
Pev |
Pew |
Pex |
Pey |
Pez
Die Liste der Biografien führt alle Personen auf, die in der deutschsprachigen Wikipedia einen Artikel haben. Dieses ist eine Teilliste mit 196 Einträgen von Personen, deren Namen mit den Buchstaben „Pee“ beginnt.

## Pee
- Pée, Herbert (1913–1998), deutscher Kunsthistoriker

### Peeb
- Peebles, Ann (* 1947), US-amerikanische Soul-Sängerin und Songschreiberin
- Peebles, Curtis (1955–2017), US-amerikanischer Luft- und Raumfahrthistoriker
- Peebles, James (* 1935), kanadisch-amerikanischer Kosmologe
- Peebles, Joan (1899–1991), kanadische Sängerin
- Peebles, Mario Van (* 1957), Schauspieler und RegisseurMario Van Peebles (* 1957)

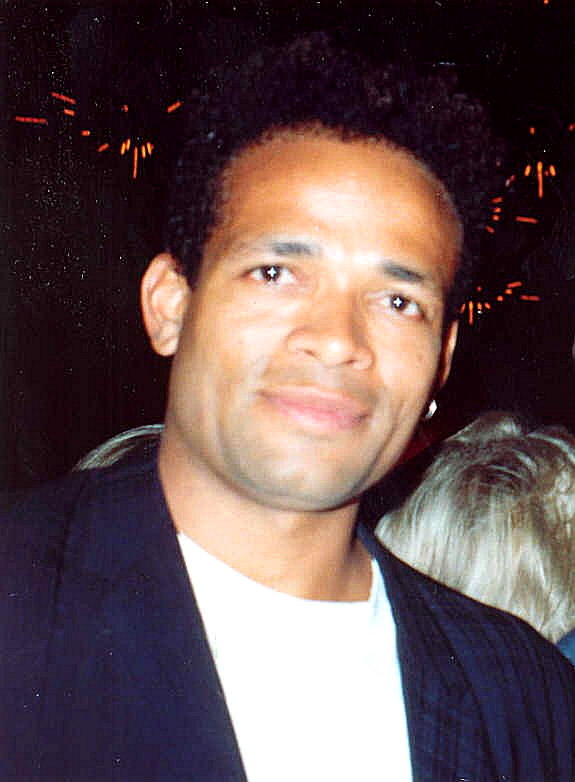
Mario Van Peebles (* 1957)

- Peebo, Annely (* 1971), estnische Opernsängerin (Mezzosopran)

### Peec
- Peeck, Klaus (* 1947), deutscher Schauspieler

### Peed
- Peedi-Hoffmann, Nadežda (1911–1938), estnische Schönheitskönigin und Filmschauspielerin
- Peedikayil, Siby Mathew (* 1970), indischer Ordensgeistlicher, römisch-katholischer Bischof von Aitape

### Peeg
- Peegel, Juhan (1919–2007), estnischer Schriftsteller Sprachwissenschaftler

### Peeh
- Peehs, Gerd (1942–2024), deutscher Fußballspieler

### Peek
- Peek, Alison (* 1969), australische Hockeyspielerin
- Peek, Frank William (1881–1933), US-amerikanischer Elektrotechniker
- Peek, Gustaaf (* 1975), niederländischer Schriftsteller und Redakteur
- Peek, Hammond, US-amerikanischer Tontechniker
- Peek, Harmanus (1782–1838), US-amerikanischer Jurist und Politiker
- Peek, Johann Theodor (1845–1907), deutscher Unternehmer
- Peek, Kenneth L. junior (1932–2020), US-amerikanischer Pilot, Generalleutnant der US-Luftwaffe
- Peek, Kim (1951–2009), US-amerikanischer Inselbegabter, Vorbild für den Film Rain ManKim Peek (1951–2009)

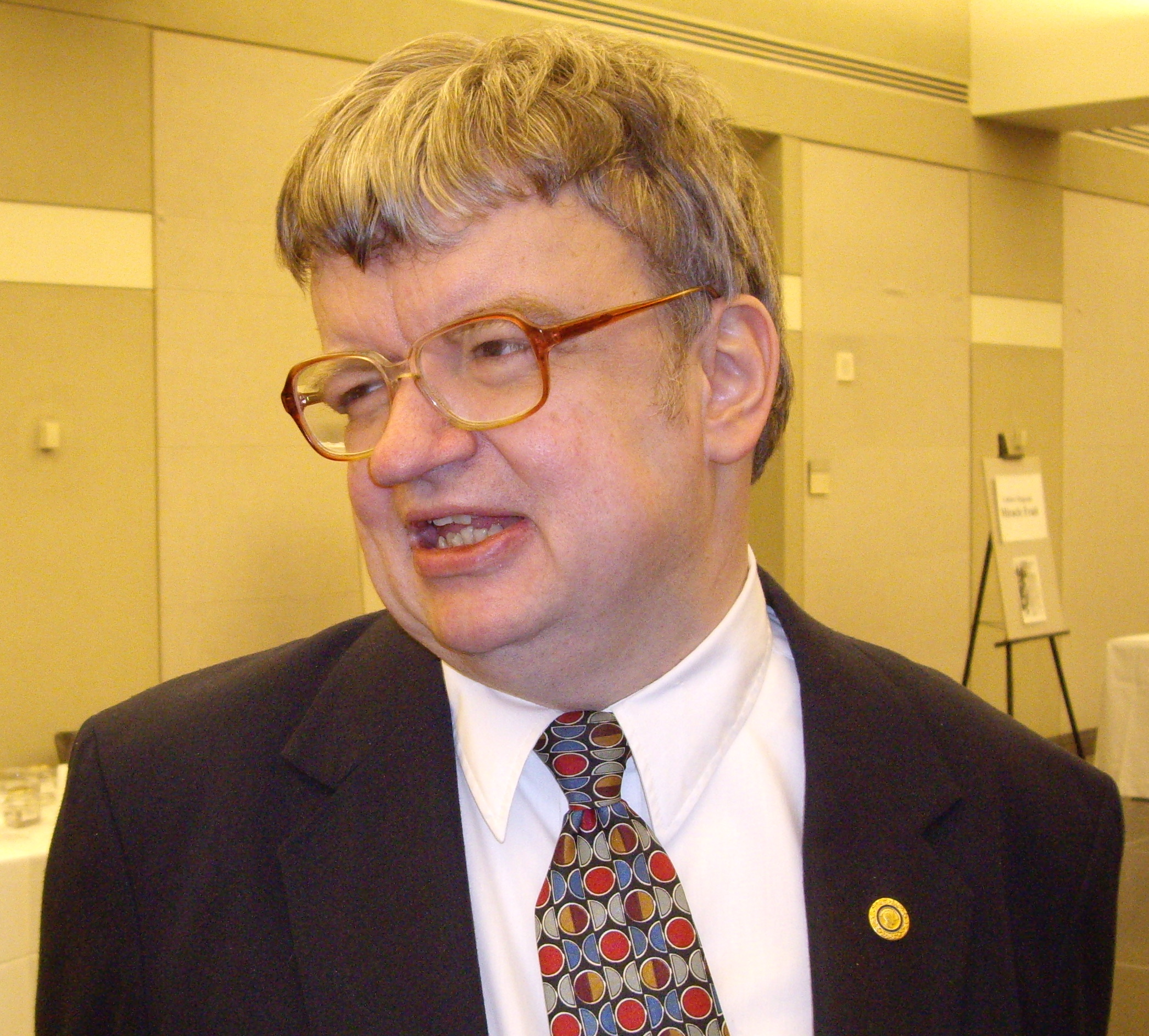
Kim Peek (1951–2009)

- Peek, Lewis (* 1993), englischer Schauspieler
- Peek, Rainer (1958–2009), deutscher Pädagoge
- Peek, Werner (1904–1994), deutscher Klassischer Philologe und Epigraphiker
- Peeke, Andrew (* 1998), US-amerikanischer Eishockeyspieler

### Peel
- Peel, Andrée (1905–2010), französische Widerstandskämpferin
- Peel, Ann (* 1961), kanadische Geherin
- Peel, Aranea, deutsche Musikerin
- Peel, Arthur Wellesley, 1. Viscount Peel (1829–1912), britischer Politiker (Liberal Party) und Sprecher des Unterhauses
- Peel, Bobby (1857–1941), englischer Cricketspieler
- Peel, David (1920–1981), britischer Schauspieler
- Peel, David (1943–2017), US-amerikanischer Straßenmusiker
- Peel, Dwayne (* 1981), walisischer Rugby-Union-Spieler
- Peel, Ian (* 1958), britischer Sportschütze
- Peel, John (1912–2004), britischer Politiker, MdEP
- Peel, John (1939–2004), britischer Radiomoderator und DJJohn Peel (1939–2004)

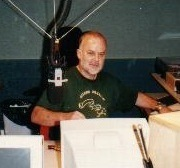
John Peel (1939–2004)

- Peel, Laura (* 1989), australische Freestyle-Skisportlerin
- Peel, Paul (1860–1892), kanadischer Maler
- Peel, Robert (1788–1850), britischer Staatsmann und Politiker
- Peel, Samuel W. (1831–1924), US-amerikanischer Politiker
- Peel, Thomas (1793–1865), australischer Siedler und einer der ersten Landeigentümer in Western Australia
- Peel, William (1824–1858), britischer Marineoffizier
- Peel, William (1875–1945), britischer Kolonialgouverneur
- Peel, William 1. Earl Peel (1867–1937), britischer Politiker
- Peel, William, 3. Earl Peel (* 1947), britischer Adliger und Lord Chamberlain of the Household
- Peel, Yana (* 1974), britische Geschäftsfrau, Investorin, Philanthropin und Autorin
- Peele, George († 1596), englischer Dramatiker
- Peele, Jordan (* 1979), US-amerikanischer Filmschauspieler, Comedian, Filmregisseur und DrehbuchautorJordan Peele (* 1979)

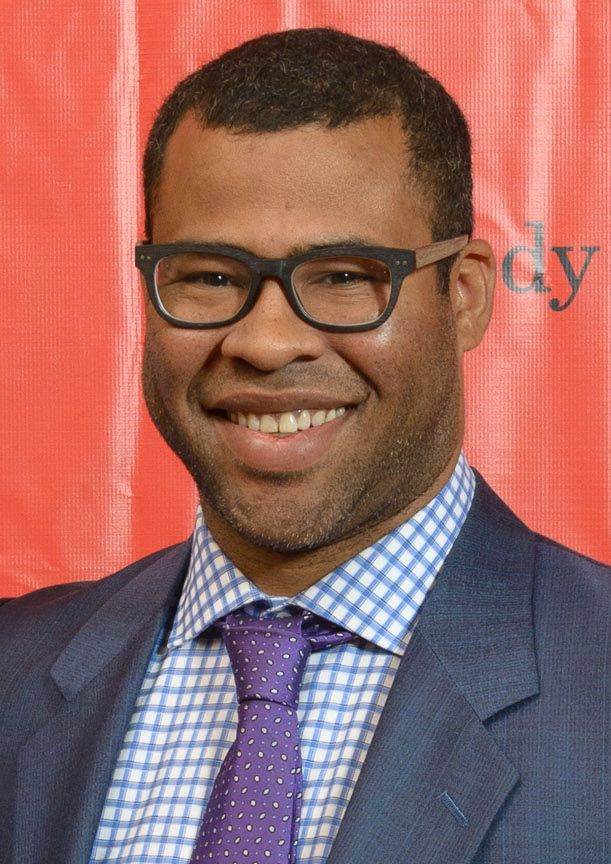
Jordan Peele (* 1979)

- Peele, Stanton (* 1946), US-amerikanischer Psychologe und Suchtforscher
- Peelen, Ida (1882–1965), niederländische Kunsthistorikerin und Museumsdirektorin
- Peelen, Leo (1968–2017), niederländischer Radsportler
- Peeler, Bob (* 1952), US-amerikanischer Politiker
- Peeler, Nicole D. (* 1978), US-amerikanische Schriftstellerin
- Peellaert, Guy (1934–2008), belgischer Illustrator und Comiczeichner
- Peelle, Stanton J. (1843–1928), US-amerikanischer Jurist und Politiker
- Peelman, Eddy (* 1947), belgischer Radrennfahrer

### Peem
- Peemüller, Richard (* 1998), deutscher Volleyball- und Beachvolleyballspieler
- Peemwit Thongnitiroj (* 1993), thailändischer Fußballspieler

### Peen
- Peene, Hippoliet Van (1811–1864), flämischer Arzt und Dramatiker
- Peenemaa, Robert (1903–1949), estnischer Geiger

### Peep
- Peeper, Marcel (* 1965), niederländischer Fußballspieler
- Peeples, Aubrey (* 1993), US-amerikanische Schauspielerin
- Peeples, Nia (* 1961), US-amerikanische Schauspielerin und SängerinNia Peeples (* 1961)

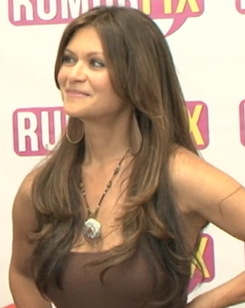
Nia Peeples (* 1961)

### Peer
- Peer, Alexander (* 1971), österreichischer Schriftsteller und Journalist
- Peer, Andri (1921–1985), Schweizer Schriftsteller
- Peer, Berry van (* 1996), niederländischer Dartspieler
- Peer, Beverly (1912–1997), US-amerikanischer Jazzmusiker (Kontrabass)
- Pe’er, Daniel (1943–2017), israelischer Fernsehmoderator und Nachrichtensprecher
- Peer, Elli (1900–1927), österreichische Theaterschauspielerin und Sängerin
- Peer, Franziska (* 1987), österreichische Schützin
- Peer, Gontran (* 1957), italienischer Lyriker (Südtirol)
- Pe’er, Guy (* 1975), israelischer Ökologe
- Peer, Heinrich (1867–1927), österreichischer Schauspieler
- Peer, Johann Paul (1875–1945), österreichischer Politiker
- Peer, Josef (1864–1925), österreichischer Politiker, Landesverweser von Liechtenstein, Landeshauptmannstellvertreter von Vorarlberg
- Peer, Julia Rosa (* 1985), österreichische Schauspielerin
- Peer, Leta (1964–2012), Schweizer Malerin und Fotokünstlerin
- Peer, Oscar (1928–2013), Schweizer Schriftsteller und Philologe rätoromanischer Sprache
- Peer, Othmar (* 1953), österreichischer Sportmoderator
- Peer, Ralph (1892–1960), US-amerikanischer Country-Musik-Produzent
- Peer, Shahar (* 1987), israelische Tennisspielerin
- Peer, Theo (1930–2023), österreichischer Pianist, ORF-Redakteur und Kabarettist
- Peer, Volodja (1931–1987), jugoslawischer Schauspieler
- Peeradon Chamratsamee (* 1992), thailändischer Fußballspieler
- Peeraer, Frans (1913–1988), belgischer Fußballspieler
- Peerakiat Siriluethaiwattana (* 1989), thailändischer Tennisspieler
- Peerakit, Peerapat (* 1995), thailändischer Fußballspieler
- Peeranan Baukhai (* 2005), thailändischer Fußballspieler
- Peeranat Jantawong (* 2000), thailändischer Fußballspieler
- Peeranat Suemark (* 1997), thailändischer Fußballspieler
- Peerapat Kaminthong (* 2000), thailändischer Fußballspieler
- Peerapat Kantha (* 2000), thailändischer Fußballspieler
- Peerapat Notchaiya (* 1993), thailändischer Fußballspieler
- Peerapat Phonsawang (* 2005), thailändischer Fußballspieler
- Peerapat Pongsan (* 1990), thailändischer Fußballspieler
- Peeraphan Palusuk (1946–2014), thailändischer Jurist und Politiker
- Peeraphat Phasook (* 2001), thailändischer Fußballspieler
- Peerapong Pichitchotirat (* 1984), thailändischer Fußballspieler
- Peerapong Punyanumaporn (* 1996), thailändischer Fußballspieler
- Peerapong Ruennin (* 1995), thailändischer Fußballspieler
- Peerapong Srinok (* 1996), thailändischer Fußballspieler
- Peeratat Phoruendee (* 1979), thailändischer Fußballspieler
- Peerawat Akkratum (* 1998), thailändischer Fußballspieler
- Peerawis Ritsriboon (* 1986), thailändischer Fußballspieler
- Peerboom, Alfons (1877–1959), deutsch-niederländischer Stillleben- und Interieurmaler der Düsseldorfer Schule sowie ein Ornament- und Glaskünstler
- Peerce, Jan (1904–1984), US-amerikanischer Opernsänger (Tenor)
- Peerce, Larry (* 1930), US-amerikanischer Fernsehregisseur
- Peerdt, Ernst te (1852–1932), deutscher Maler
- Peerenboom-Missong, Else (1893–1958), deutsche Volkswirtin, Politikerin (Zentrum, CDU), MdR, MdL
- Peerlkamp, Petrus Hofman (1786–1865), niederländischer Klassischer Philologe
- Peers, Bobbie (* 1974), norwegischer Filmregisseur und Autor
- Peers, Donald (1908–1973), walisischer Sänger
- Peers, Edgar Allison (1891–1952), britischer Romanist und Hispanist
- Peers, John (* 1988), australischer Tennisspieler
- Peers, Sally (* 1991), australische Tennisspielerin
- Peers, William R. (1914–1984), US-amerikanischer Militär, Generalleutnant der United States Army
- Peers-Williams, Edith († 1897), britische AdeligeEdith Peers-Williams († 1897)

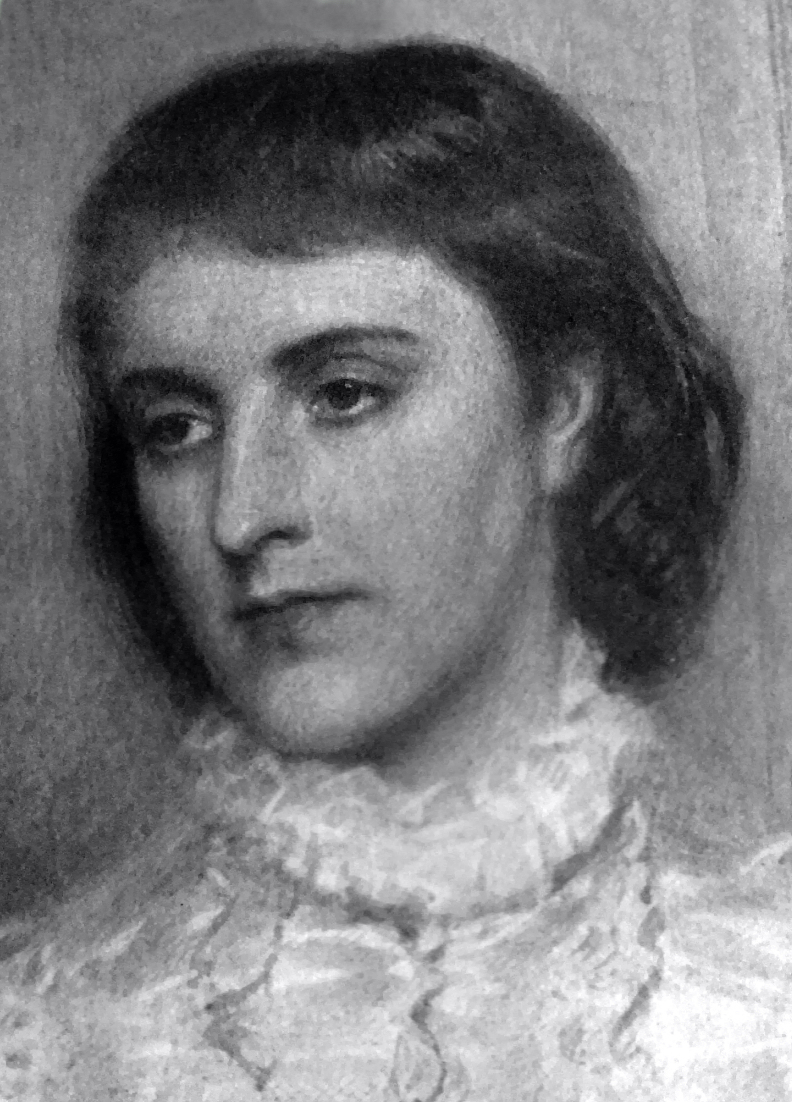
Edith Peers-Williams († 1897)

- Peersman, Tristan (* 1979), belgischer Fußballtorwart
- Peerson, Martin, englischer Komponist und Organist
- Peery, George C. (1873–1952), US-amerikanischer Politiker und Gouverneur von Virginia
- Peery, Grete (1931–1998), österreichisch-israelische Malerin
- Peery, Nelson (1923–2015), US-amerikanischer Autor und politischer Aktivist
- Peery, William (1743–1800), US-amerikanischer Politiker

### Pees
- Pees, Matthias (* 1970), deutscher Theaterkritiker und Dramaturg
- Pees, Werner (* 1956), deutscher Kirchenmusiker und Domkapellmeister
- Peesch, Reinhard (1909–1987), deutscher Volkskundler

### Peet
- Peet, A. W., neuseeländische nichtbinäre Person, Prof. Theoretische Physik, University of Toronto
- Peet, Amanda (* 1972), US-amerikanische SchauspielerinAmanda Peet (* 1972)

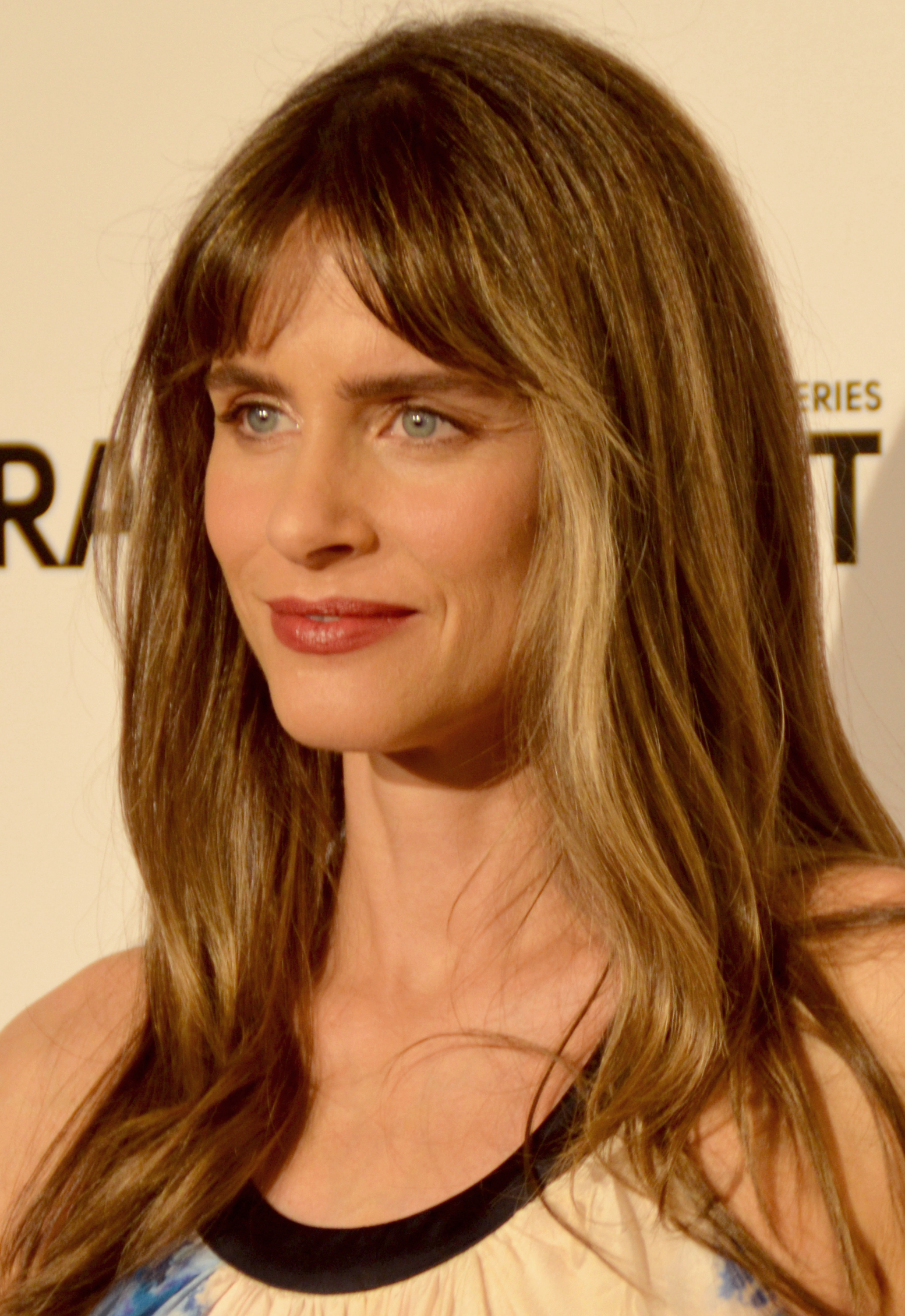
Amanda Peet (* 1972)

- Peet, August (* 1881), estnischer Jurist
- Peet, Bill (1915–2002), US-amerikanischer Zeichner und Geschichtenschreiber
- Peet, Jamie (* 1991), niederländischer Jazzmusiker (Schlagzeug)
- Peet, John (1915–1988), britischer Journalist
- Peet, Mal (1947–2015), britischer Kinderbuchautor
- Peet, Steffie van der (* 1999), niederländische Bahnradsportlerin
- Peet, Stephen (1920–2005), britischer Dokumentarfilmer
- Peet, Wayne (* 1954), US-amerikanischer Musiker (Piano und Orgel), Arrangeur, Komponist und Musikproduzent
- Peete, Holly Robinson (* 1964), US-amerikanische SchauspielerinHolly Robinson Peete (* 1964)

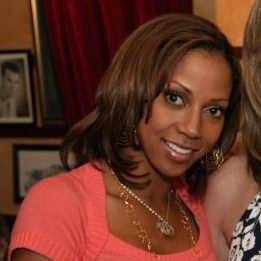
Holly Robinson Peete (* 1964)

- Peete, Louise (1880–1947), US-amerikanische Serienmörderin
- Peeters, Alfons (1943–2015), belgischer Fußballspieler
- Peeters, Benoît (* 1956), französischer Comicautor und Schriftsteller
- Peeters, Bernardus (* 1968), niederländischer Geistlicher, Generalabt der Trappisten
- Peeters, Bonaventura (1614–1652), niederländischer Marinemaler, Radierer, Zeichner und Dichter
- Peeters, Catharina (* 1615), flämische Marine- und Stilllebenmalerin
- Peeters, Cathelijn (* 1996), niederländische Sprinterin
- Peeters, Clara († 1658), flämische Malerin
- Peeters, Edward (1923–2002), belgischer Radrennfahrer
- Peeters, Elvis (* 1957), belgischer Rockmusiker und Schriftsteller
- Peeters, Emil (1893–1974), deutscher Kapellmeister und Komponist
- Peeters, Filip (* 1962), belgischer Schauspieler
- Peeters, Flor (1903–1986), belgischer Komponist, Organist und Musikpädagoge
- Peeters, Frank (* 1947), belgischer Kunstfotograf
- Peeters, Frank (* 1954), belgischer Übersetzungswissenschaftler
- Peeters, Frans (* 1956), belgischer Sportschütze
- Peeters, Frederik (* 1974), Schweizer Comiczeichner
- Peeters, Hagar (* 1972), niederländische Schriftstellerin
- Peeters, Jacky (* 1969), belgischer Fußballspieler
- Peeters, Jan (1934–2016), belgischer Fußballfunktionär, Präsident des Belgischen Fußballverbands
- Peeters, Jan (* 1963), belgischer Politiker
- Peeters, Jef (* 1978), belgischer Straßenradrennfahrer
- Peeters, Jelena (* 1985), belgische Inlineskate-Sportlerin und Eisschnellläuferin
- Peeters, Julius Joseph Willem (1913–2002), römisch-katholischer Geistlicher, Bischof von Buéa
- Peeters, Kris (* 1962), belgischer Politiker der Christen Democratisch en Vlaams (CD&V)
- Peeters, Ludo (* 1953), belgischer Radrennfahrer
- Peeters, Marcel (* 1926), belgischer Komponist, Dirigent und Klarinettist
- Peeters, Maurice (1882–1957), niederländischer Bahnradsportler
- Peeters, Mink (* 1998), niederländischer Fußballspieler
- Peeters, Nand (1918–1998), belgischer (flämischer) Gynäkologe und Wissenschaftler
- Peeters, Pete (* 1957), kanadischer Eishockeytorwart
- Peeters, Regina (* 1964), deutsche Bibliothekarin
- Peeters, Rob (* 1985), belgischer Cyclocrossfahrer
- Peeters, Stef (* 1992), belgischer Fußballspieler
- Peeters, Tori (* 1994), neuseeländische Speerwerferin
- Peeters, Vivian (* 1981), niederländische Fußballschiedsrichterin
- Peeters, Wilfried (* 1964), belgischer Radrennfahrer
- Peeters, Willem (* 1953), belgischer Radrennfahrer
- Peetoom, Ruth (* 1967), niederländische Pastorin und Politikerin
- Peetre, Jaak (1935–2019), schwedischer Mathematiker
- Peets, Horst (* 1919), deutscher Sportjournalist
- Peets, Rainer (* 1941), Schauspieler
- Peets, Wilhelm (1861–1924), deutscher Gutsbesitzer, Insektenkundler, Autor und Stifter
- Peetz, Hartwig (1822–1892), deutscher Finanzbeamter und Lokalhistoriker
- Peetz, Ludwig (1893–1972), Richter bei der Wehrmachtsjustiz und am Bundesgerichtshof
- Peetz, Melanie (* 1977), deutsche römisch-katholische Theologin
- Peetz, Monika (* 1963), deutsche Drehbuchautorin, Filmproduzentin und Schriftstellerin
- Peetz, Sebastian (* 1968), deutscher Künstler und Designer
- Peetz, Wilfried (* 1945), deutscher Sänger und Komponist
- Peetz, Wilhelm (1892–1935), kommunistischer Widerstandskämpfer

### Peev
- Peever, Bruce (1931–1998), australischer Stabhochspringer

### Peew
- Peew, Dimitar (1919–1996), bulgarischer Schriftsteller
- Peew, Georgi (* 1979), bulgarischer Fußballspieler
- Peewa, Stela (* 2004), bulgarische Tennisspielerin
- Peewa, Wela (1922–1944), bulgarische Partisanin
- Peewski, Deljan (* 1980), bulgarischer Jurist, Medienunternehmer und PolitikerDeljan Peewski (* 1980)

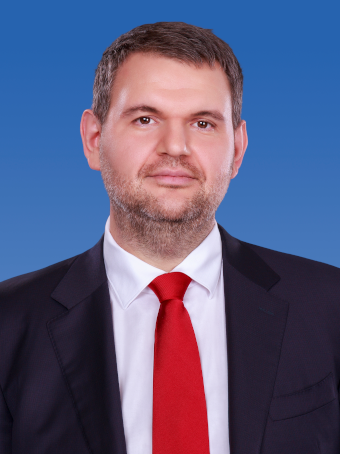
Deljan Peewski (* 1980)

### Peez
- Peez, Alexander von (1829–1912), österreichischer Politiker und Industrieller
- Peez, August Heinrich (1786–1847), deutscher Arzt
- Peez, Ernst Heinrich (1846–1923), deutscher Reichsgerichtsrat
- Peez, Georg (* 1960), deutscher Kunstpädagoge und Hochschullehrer